# Богданов, Михаил Нестерович
Михаил Нестерович Богданов (02.12.1911, д. Медведкова, Талицкая волость, Камышловский уезд, Пермская губерния, Российская империя — 08.04.1979, пос. Троицкий, Талицкий район, Свердловская область, РСФСР, СССР) — советский военнослужащий, участник Великой Отечественной войны, наводчик орудия 266-го гвардейского стрелкового полка, гвардии младший сержант.

## Биография
Родился 2 декабря 1911 года в деревне Медведкова Талицкой волости Камышловского уезда Пермской губернии.
Окончил начальную школу. Трудовую деятельность начал машинистом паросиловой установки механического цеха Талицкой фабрики валяной обуви в 1938 году.
В 1938—1940 годах проходил службу в Красной Армии. Участник советско-финской войны 1939—1940 гг. В январе 1940 года был ранен. После лечения был демобилизован. Вернулся домой на родную фабрику.
В феврале 1943 года был призван в Красную Армию Талицким райвоенкоматом. С мая 1943 года участвовал в боях с захватчиками. Воевал на Юго-Западном, 3-м Украинском и 1-м Белорусском фронтах. Член КПСС с 1944 года.
К лету 1943 года воевал наводчиком орудия в 274-го отдельного противотанкового дивизиона 354-й стрелковой дивизии. Участвовал в сражении на Курской дуге, в районе города Севск. В бою за деревню Галичинская при отражении контратаки уничтожил более 10 противников, награждён медалью «За отвагу».
К лету 1944 года воевал наводчиком 45-мм орудия артиллерийской батареи 266-го гвардейского стрелкового полка 88-й гвардейской стрелковой дивизии. В составе этой части прошёл до конца войны. 18 июля 1944 года при прорыве обороны противника в районе города Ковель у села Торговище гвардии младший сержант Богданов метким огнём разрушил 3 блиндажа с огневыми точками и вывел из строя орудийный расчёт противника.
Приказом по частям 88-й гвардейской стрелковой дивизии от 14 августа 1944 года гвардии младший сержант Богданов Михаил Нестерович награждён орденом Славы 3-й степени.
15 января 1945 года при прорыве обороны противника на левом берегу реки Вислы у населенного пункта Бжиска Воля гвардии сержант Богданов прямой наводкой поразил 3 пулемета и до взвода автоматчиков противника. Отражая контратаки, подбил штурмовое орудие и автомобиль с боеприпасами, уничтожил несколько солдат. Был представлен к награждению орденом Славы 2-й степени.
8 февраля 1945 года на западном берегу Одера при отражении контратаки противника гвардии сержант Богданов выкатил орудие на прямую наводку и точным огнём уничтожил 9 пулемётных точек с их расчётами и до взвода противников. 9 февраля при отражении очередной контратаки поджёг бронетранспортёр и уничтожил 7 пулемётных точек. Когда орудие было выведено их строя со своим расчётом вёл бой стрелковым оружием и гранатами, в течение трёх часов отразил 5 контратак врага. Высота был удержана до подхода основных сил. За этот бой награждён орденом Красного Знамени.
Приказом по войскам 8-й гвардейской армии от 4 апреля 1945 года гвардии сержант Богданов Михаил Нестерович награждён орденом Славы 1-й степени
16 апреля 1945 года при прорыве одерского рубежа обороны противника в районе населённых пунктов Заксендорф, Вердер гвардии сержант Богданов, находясь в боевых порядках стрелковых подразделений, огнём из орудия вывел из строя 4 пулемётные точки, истребил много живой силы врага. 18 апреля 1945 года был ранен, но остался в строю. В 1945 году был демобилизован.
Указом президиума Верховного Совета СССР от 15 мая 1946 года гвардии сержант Богданов Михаил Нестерович награждён орденом Славы 1-й степени. Стал полным кавалером ордена Славы.
Также награждён орденом Красного Знамени (15.04.1945), медалями, в том числе медалью «За отвагу» (08.09.1943).
Вернулся на родину. Работал начальником паросилового хозяйства на фабрике в посёлке Троицкий Талицкого района Свердловской области, проживал в том же посёлке.
Умер 8 апреля 1979 года. Похоронен на кладбище посёлка Троицкий Талицкого района Свердловской области.